# Joey Barton
Joey Barton (Liverpool, 2 de septiembre de 1982) es un exfutbolista y entrenador inglés que jugaba como mediocampista y su último equipo fue el Burnley F. C. Desde octubre de 2023 está sin equipo tras ser destituido por el Bristol Rovers F. C.

## Trayectoria
En mayo de 2007 firmó para el Newcastle United por 5,8 millones de £, tras una controvertida salida del Manchester City. Joey es un conocido aficionado de la red social Twitter, donde tiene más de 3 millones de seguidores en parte debido a los "tweets" polémicos y sarcásticos que publica frecuentemente. Además también es conocido por sus agresiones en partidos de fútbol, como la agresión a Agüero y a Tévez, en el partido que enfrentaba al QPR contra el Manchester City o la agresión a Morten Gamst Pedersen en el partido del Newcastle United contra el Blackburn Rovers entre otras.

## Clubes

### Como jugador
| Club                           | País       | Año       |
| ------------------------------ | ---------- | --------- |
| Manchester City F. C.          | Inglaterra | 2002-2007 |
| Newcastle United F. C.         | Inglaterra | 2007-2011 |
| Queens Park Rangers F. C.      | Inglaterra | 2011-2015 |
| Olympique de Marsella (cedido) | Francia    | 2012-2013 |
| Burnley F. C.                  | Inglaterra | 2015-2016 |
| Rangers F. C.                  | Escocia    | 2016      |
| Burnley F. C.                  | Inglaterra | 2017      |

### Como entrenador
| Club                 | País       | Año       |
| -------------------- | ---------- | --------- |
| Fleetwood Town F. C. | Inglaterra | 2018-2021 |
| Bristol Rovers F. C. | Inglaterra | 2021-2023 |